# 局面
| ウィキペディアには「局面」という見出しの百科事典記事はありません（タイトルに「局面」を含むページの一覧/「局面」で始まるページの一覧）。 代わりにウィクショナリーのページ「局面」が役に立つかもしれません。 |